# Thomas White
Sir Thomas Walter White, KBE DFC VD (26 de abril de 1888 – 13 de outubro de 1957) foi um político e piloto australiano na Primeira Guerra Mundial. Em 1914, ele tornou-se um dos primeiros aviadores treinados para o Australian Flying Corps (AFC) e, no ano seguinte, ele foi um dos primeiros membros do AFC a entrar em acção quando foi enviado para o Médio Oriente com a Meia Esquadrilha da Mesopotâmia. Depois de realizar várias missões atrás das linhas otomanas ele foi capturado em novembro de 1915, mas escapou em julho de 1918. White foi condecorado com a Cruz de Voo Distinto e foi por duas vezes mencionado em despachos pela sua prestação de serviço na guerra.
White começou a sua carreira parlamentar em 1929, quando foi eleito para a Câmara dos Representantes da Austrália como membro por Balaclava em Victoria. Ele serviu como Ministro do Comércio e Alfândega no governo do Partido da Austrália Unida de Joseph Lyons de 1933 a 1938, mas renunciou ao ministério ao saber que tinha sido excluído do gabinete interno de Lyons. Ele juntou-se à Real Força Aérea Australiana (RAAF) logo após a eclosão da Segunda Guerra Mundial e prestou serviço na Austrália e no Reino Unido. Voltando ao parlamento como membro do recém-formado Partido Liberal em 1945, serviu como Ministro da Aeronáutica e Ministro da Aviação Civil no governo de Robert Menzies de 1949 a 1951. O seu mandato coincidiu com o envio de esquadrões da RAAF para a Guerra da Coreia e para a Emergência Malaia.
Alto Comissário da Austrália no Reino Unido de 1951 a 1956, White foi nomeado cavaleiro em 1952. Ele casou-se com Vera Deakin, uma trabalhadora da Cruz Vermelha e filha do ex-primeiro-ministro australiano Alfred Deakin, em 1920. White sofria de doença pulmonar obstrutiva crónica, e viria a falecer vítima de um ataque cardíaco em outubro de 1957.

## Juventude
Thomas Walter White nasceu no dia 26 de abril de 1888 em Hotham, North Melbourne, na Austrália. Ele era filho de Charles James White, de Inglaterra, e de Emily Jane (nome de baptismo Jenkins) de Victoria. Educado na Escola Estadual Moreland, White juntou-se às Forças Cidadãs como trompetista em 1902. Ele serviu em unidades de artilharia e engenharia durante os próximos oito anos. Em janeiro de 1911 foi comissionado como segundo-tenente no 5º Regimento Australiano. Ele foi promovido a tenente em junho de 1912 e a capitão em novembro de 1913.

## Primeira Guerra Mundial
Em agosto de 1914, duas semanas após a eclosão da Primeira Guerra Mundial, White tornou-se um dos primeiros quatro alunos a começar o instrução em Point Cook como piloto do Australian Flying Corps (AFC). Posteriormente, foi descrito por um biógrafo como "combativo e impaciente pelo sucesso, com desprezo pela autoridade e suspeita das elites". White lembra-se de ter voado no Bristol Boxkite da escola: “Os sentidos tomaram o lugar dos instrumentos. Os olhos e ouvidos da pessoa funcionavam como contadores de motor; o sopro do ar no rosto dizia se a subida ou o planeio estava no ângulo certo." Em setembro, ele bateu com o Boxkite no hangar de Point Cook enquanto tentava aterrar com vento cruzado; a mossa que ele fez nunca foi reparada e passou a ser reconhecida como parte da história da base. Quando o Real Aero Clube Vitoriano realizou a sua reunião inaugural em Point Cook em outubro, White foi escolhido como o primeiro secretário do clube. No mês seguinte, ele formou-se no seu curso de pilotagem com os seus colegas estudantes, que incluíam o futuro Chefe do Estado-Maior da RAAF, Richard Williams.

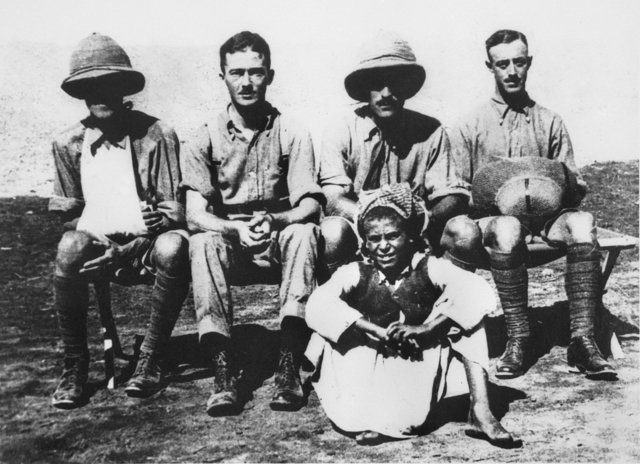
Capitão White (segundo à esquerda) com o capitão Henry Petre (primeiro à esquerda) e o tenente George Merz (primeiro à direita) da Meia Esquadrilha da Mesopotâmia em Basra, julho de 1915

Em abril de 1915, White foi nomeado capitão da Força Imperial Australiana e adjunto da Meia Esquadrilha da Mesopotâmia, a primeira unidade do AFC a ver o serviço activo. Inicialmente colocada em Basra, em Shatt-el-Arab e operando biplanos Maurice Farman, a Meia Esquadrilha auxiliou o Exército da Índia Britânica durante a campanha da Mesopotâmia, conduzindo missões de reconhecimento e sabotagem contra as forças otomanas. A velocidade máxima dos Farman era de apenas 50 mph (80 km/h), enquanto o vento do deserto podia atingir 80 mph (130 km/h) – o que significa que a aeronave muitas vezes não avançou ou foi simplesmente arrastada para trás.
White realizou várias operações de reconhecimento e bombardeamento atrás das linhas inimigas. Numa missão em outubro de 1915, ele foi forçado a aterrar de emergência devido a problemas no motor e, em vez de se arriscar a tentar reparar o motor, taxiou a aeronave ao longo de cerca de 24 km (15 mi), passando pelas tropas inimigas enquanto o seu observador, o capitão Francis Yeats-Brown, ficava a assistir com a sua espingarda em punho; a "aventura Keystone Cops", como o historiador Alan Stephens descreveu, culminou com o motor finalmente a cooperar e permitindo que White descolasse e voasse para a segurança da base australiana. O próprio White elogiou o feito como "um recorde de taxiamento". No mês seguinte, ele levou a cabo uma busca pelo general George Kemball, cujo hidroavião havia desaparecido entre Kut e Aziziyeh; White localizou o avião desaparecido perto de um grande acampamento árabe e, apesar de ter sido atacado pelos homens da tribo, conseguiu resgatar o general e transportá-lo para Aziziyeh.
No dia 13 de novembro de 1915, White foi capturado numa missão para cortar fios de telégrafo perto de Bagdade. Depois de danificar as suas aeronaves na aterragem, White e Yeats-Brown foram alvejados por árabes e turcos; Yeats-Brown conseguiu destruir os fios enquanto White aguentava os atacantes com tiros de espingarda. Os homens tentaram taxiar os seus aviões, mas foram capturados e espancados pelos árabes antes de serem entregues às tropas otomanas. White foi mencionado em despachos de julho de 1916. Ele ficou inicialmente preso em Mossul e mais tarde em Afyonkarahisar, enfrentando condições adversas. Em julho de 1918, ele estava a ser transportado por comboio para Constantinopla quando o comboio sofreu um acidente e ele aproveitou para escapar. Disfarçando-se de turco, ele escondeu-se num navio de carga ucraniano atracado no porto de Constantinopla. Depois de um mês, o navio partiu para Odessa, onde White permaneceu mais um mês usando um passaporte russo falso. A sua experiência com os soviéticos em Odessa veio a reforçar o seu anticomunismo. Em seguida, ele embarcou num navio-hospital com destino à Bulgária e foi para Londres em dezembro. White foi premiado com a Cruz de Voo Distinto em junho de 1919. Em dezembro daquele ano, ele foi novamente mencionado em despachos, por "serviços valiosos enquanto em cativeiro". Ele posteriormente publicou um relato das suas façanhas durante a guerra como Convidados do Indescritível.

## Carreira parlamentar inicial

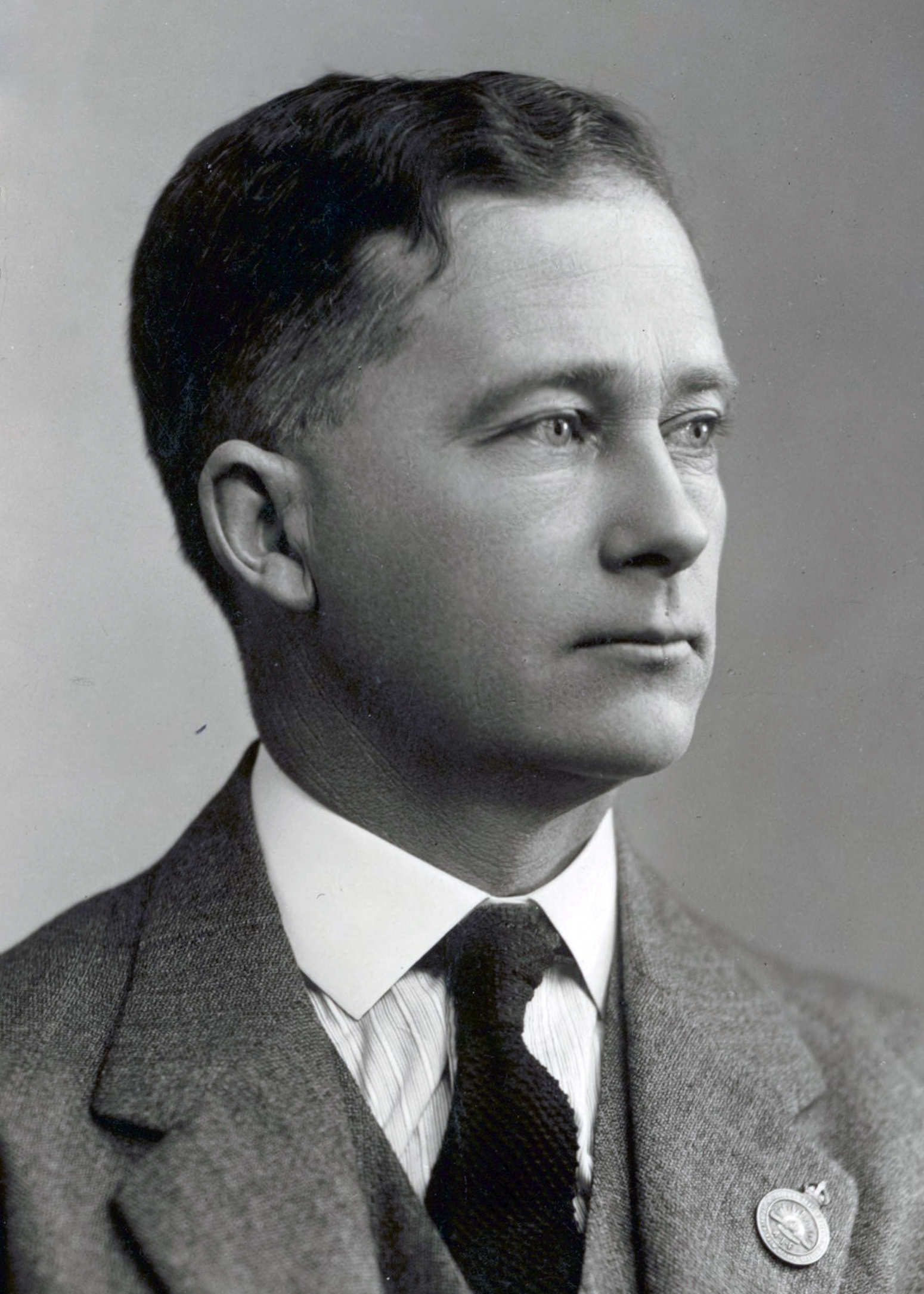
Thomas Walter White

Enquanto esteve em Londres, White conheceu Vera Deakin, uma trabalhadora da Cruz Vermelha e filha do ex-primeiro-ministro australiano Alfred Deakin, e rapidamente ficou noiva dela. Saindo da Grã-Bretanha em setembro de 1919, White voltou para a Austrália através dos Estados Unidos. Casou-se com Vera no dia 22 de março na Igreja de São João da Inglaterra em Toorak, apesar da oposição de alguns membros da família Deakin, incluindo o seu cunhado Herbert Brookes. White, cuja simpatia tendia para os pequenos negócios, considerava Brookes um "valentão dos negócios", que se escondia atrás da "protecção do capital". Também em 1920, White tornou-se director administrativo da empresa de hardware do seu pai, CJ White & Sons Pty Ltd. Ele continuou a servir nas Forças Militares Cidadãs (CMF, anteriormente Forças Cidadãs), sendo promovido a major em julho de 1922 e comandando o 6º Batalhão como tenente-coronel de março de 1926 a março de 1931. Em 1923 recebeu a condecoração de Oficiais das Forças Auxiliares Coloniais, que reconhecia vinte anos de serviço. White alistou-se como agente de segurança especial quando a polícia de Victoria entrou em greve em novembro daquele ano; mais tarde, ele expressaria apoio a grupos como a Nova Guarda.
White concorreu como nacionalista para a cadeira da Câmara dos Representantes de Maribyrnong nas eleições federais de 1925, mas perdeu para o candidato trabalhista, James Fenton, 19 483 votos a 28 621. Em 1927, ele não conseguiu ganhar a cadeira da Assembleia Legislativa Vitoriana de Prahran. Depois de os nacionalistas se recusarem a endossá-lo como candidato ao Senado no ano seguinte, ele ganhou a cadeira de Balaclava numa eleição suplementar realizada no dia 3 de agosto de 1929. Ele derrotou o seu único oponente, o nacionalista independente Frederick Francis, com 28 642 votos contra 16 063, para suceder ao membro que se aposentava, William Watt. White aproveitou o seu discurso inaugural no parlamento para pressionar pela construção do Memorial de Guerra Australiano em Camberra. Na eleição federal realizada em outubro, ele derrotou o candidato trabalhista Donald Cameron, por 31 700 votos a 22 445. O United Australia Party (UAP) chegou ao poder nas eleições federais de dezembro de 1931; White venceu por uma margem de 30 294.
Em janeiro de 1933, White foi nomeado Ministro do Comércio e Alfândega no primeiro ministério de Joseph Lyons, substituindo Henry Gullett, que havia renunciado devido a problemas de saúde. White havia desistido da direcção da CJ White & Sons no ano anterior. Embora ele pessoalmente fosse a favor do protecionismo, a sua pasta foi responsável pela redução de taxas alfandegárias, bem como pela tentativa de aumentar o comércio com a Grã-Bretanha, em oposição aos Estados Unidos e ao Japão. Ele também era responsável pela censura de livros e filmes; para este último, ele estabeleceu um conselho consultivo, presidido por Robert Garran, para fazer recomendações para ele. Nas eleições federais de setembro de 1934, White manteve Balaclava por uma margem de 25 769 votos. Naquele ano ele tornou-se o presidente australiano da Royal Life Saving Society, servindo até 1951; ele também apoiou activamente organizações como a Legacy e o Royal Flying Doctor Service. Vera White, que fora nomeada Oficial da Ordem do Império Britânico pelo seu trabalho durante a guerra, também exerceu actividades filantrópicas, ocupando cargos de administração ou comité no Royal Children's Hospital, na Sociedade Vitoriana para Crianças e Adultos Deficientes e na Cruz Vermelha.
As eleições federais de outubro de 1937 viram White a vencer novamente, com uma margem de 20 954. Em julho de 1938, ele representou a Austrália numa conferência inter-governamental sobre refugiados judeus realizada em Évian, em França, para discutir o número crescente de emigrantes judeus que procuravam deixar a Alemanha e os seus territórios ocupados. Ele simpatizou com os refugiados com os quais falou durante a conferência, mas evitou a sua oferta de apoio: "Como não temos nenhum problema racial real não desejamos importar um, encorajando qualquer esquema de migração estrangeira em grande escala." A Austrália concordou em aceitar 15 000 refugiados ao longo de três anos. A reacção de White ao apoio do governo australiano ao Acordo de Munique foi fazer um diário: "Acho que deveríamos baixar a cabeça que não enfrentamos o valentão da Europa... Ainda pode significar paz, mas a que preço?" Ele pediu que fossem feitos planos mais fortes em casa (na Austrália) em caso de guerra, incluindo a introdução da conscrição. No dia 8 de novembro de 1938, White renunciou à sua pasta, ao descobrir que Lyons havia estabelecido um gabinete interno do qual foi excluído; ele foi sucedido como Ministro do Comércio e Alfândega por John Perkins. A resposta de Lyons no parlamento à renúncia de White destacou publicamente as divisões na UAP. White concorreu à liderança da UAP após a morte de Lyons no ano seguinte, mas foi eliminado no início da votação; Robert Menzies derrotou Billy Hughes por uma pequena margem na votação final.

## Segunda Guerra Mundial e carreira parlamentar posterior

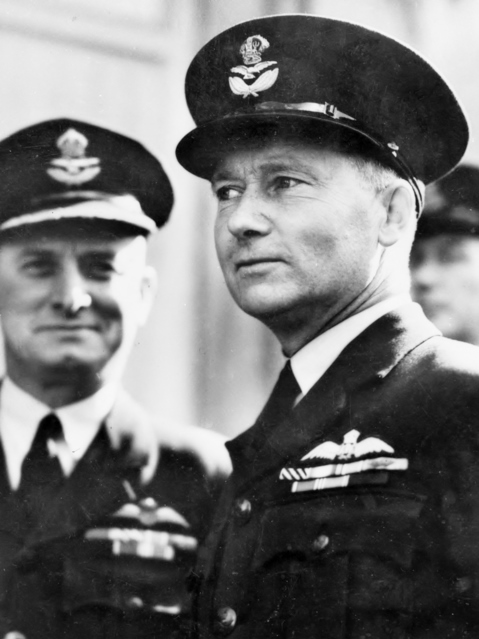
Comandante de asa White (à direita) servindo na RAAF na Grã-Bretanha, março de 1942

Após a eclosão da Segunda Guerra Mundial, White foi transferido do CMF para a Força Aérea Cidadã, a reserva activa da Real Força Aérea Australiana (RAAF), como tenente de voo (líder de esquadrão temporário). Ele despediu-se do parlamento em abril de 1940 e foi nomeado oficial comandante inaugural da Escola de Treino Inicial N.º 1 (ITS) em Somers, Victoria. Nessa posição, ele foi responsável pelo primeiro grupo de estagiários do Plano de Treino Aéreo da Comunidade Britânica (EATS) na Austrália, trinta e cinco alunos tripulantes. Na eleição federal de setembro de 1940, White derrotou Charles Sandford do Partido Trabalhista com 43 876 votos contra 17 135. Ele renunciou ao comando da Escola de Treino Inicial N.º 1 em setembro de 1941; nessa época, a escola tinha mais de novecentos alunos. White foi posteriormente enviado para a Inglaterra, inicialmente para supervisionar o contingente australiano na Estação da RAF de Bournemouth. Chegando a Bournemouth como comandante de asa em novembro de 1941, ele começou a organizar os graduados do EATS da Austrália na sua própria secção distinta sob o Centro de Recepção de Pessoal N.º 3 da RAF. Ele também facilitou a realização de melhorias nas acomodações, serviços e colocações para os australianos em Bournemouth. Em junho de 1942, ele tornou-se oficial de ligação da RAAF no Comando de Treino de Pilotagem da RAF, onde trabalhou para melhorar os procedimentos de comissionamento e promoção de aviadores australianos.
Em maio de 1943, o contingente australiano em Bournemouth havia crescido para além da capacidade das suas instalações, o que fez com que fosse transferido para Brighton, onde White recebeu o comando da estação da RAF. De acordo com a Biblioteca Parlamentar da Austrália, White também "voou em várias missões como segundo piloto" enquanto estava na Grã-Bretanha. Ele homenageou os homens do EATS com o poema narrativo Sky Saga. White voltou à Austrália para disputar as eleições federais de agosto de 1943, derrotando John Barry do Partido Trabalhista com 38 698 votos contra 28 271. Ele serviu na RAAF Staff School (actual Colégio de Defesa Australiano), localizada em Mount Martha, Victoria, até à sua aposentadoria como capitão de grupo honorário; ele viria a ser dispensado por motivos médicos em 28 de outubro de 1944. No mesmo mês, participou na conferência que resultou na constituição do Partido Liberal, que sucedeu à UAP; o novo partido foi lançado oficialmente sob a liderança de Robert Menzies em agosto de 1945. Em junho de 1946, agora como membro liberal de Balaclava, White convocou sem sucesso uma comissão real para que se debatesse os problemas de comando na RAAF durante a guerra. Ele manteve Balaclava por uma maioria de 13 000 nas eleições federais de setembro de 1946, derrotando Maurice Ashkanasy do Partido Trabalhista.
Uma redistribuição das fronteiras antes das eleições federais de dezembro de 1949 reduziu Balaclava de 84 000 eleitores para pouco menos de 43 000; ainda assim, White manteve a sua cadeira contra o candidato Trabalhista por uma margem de 14 361. Após a vitória do Partido Liberal, White foi nomeado Ministro da Aeronáutica e Ministro da Aviação Civil, apesar da sua animosidade pessoal contra Menzies, que em parte resultou do fracasso deste último em servir na Primeira Guerra Mundial. Ele assumiu as suas pastas de Arthur Drakeford, que as havia mantido por oito anos. Em janeiro de 1950, White e o Ministro do Abastecimento e Desenvolvimento, Richard Casey, anunciaram que o English Electric Canberra havia sido seleccionado para substituir os bombardeiros Avro Lincoln da RAAF e que o novo jacto seria fabricado pela Government Aircraft Factory em Victoria. O mandato de White como Ministro do Ar viu o envio de esquadrões da RAAF para a Guerra da Coreia e para a Emergência Malaia em meados de 1950, e o estabelecimento da Real Força Aérea Australiana de Mulheres, a organização sucessora da Women's Auxiliary Australian Air Force durante a guerra, naquele mês de novembro. No ano seguinte, ele deu a sua aprovação para a fabricação de uma versão licenciada com motor Rolls Royce do caça a jacto F-86 Sabre norte-americano para a RAAF, e desempenhou um papel importante na polémica decisão de substituir o antigo chefe do Estado-Maior da Força Aérea, o Marechal do ar George Jones, por um oficial da RAF, o Vice-Marechal do ar (posteriormente Marechal-chefe do ar) Sir Donald Hardman. White também procurou fortalecer a Força Aérea Cidadã e ordenou pessoalmente o estabelecimento do Esquadrão N.º 24 da RAAF em Mallala, na Austrália Meridional.

## Vida posterior e legado

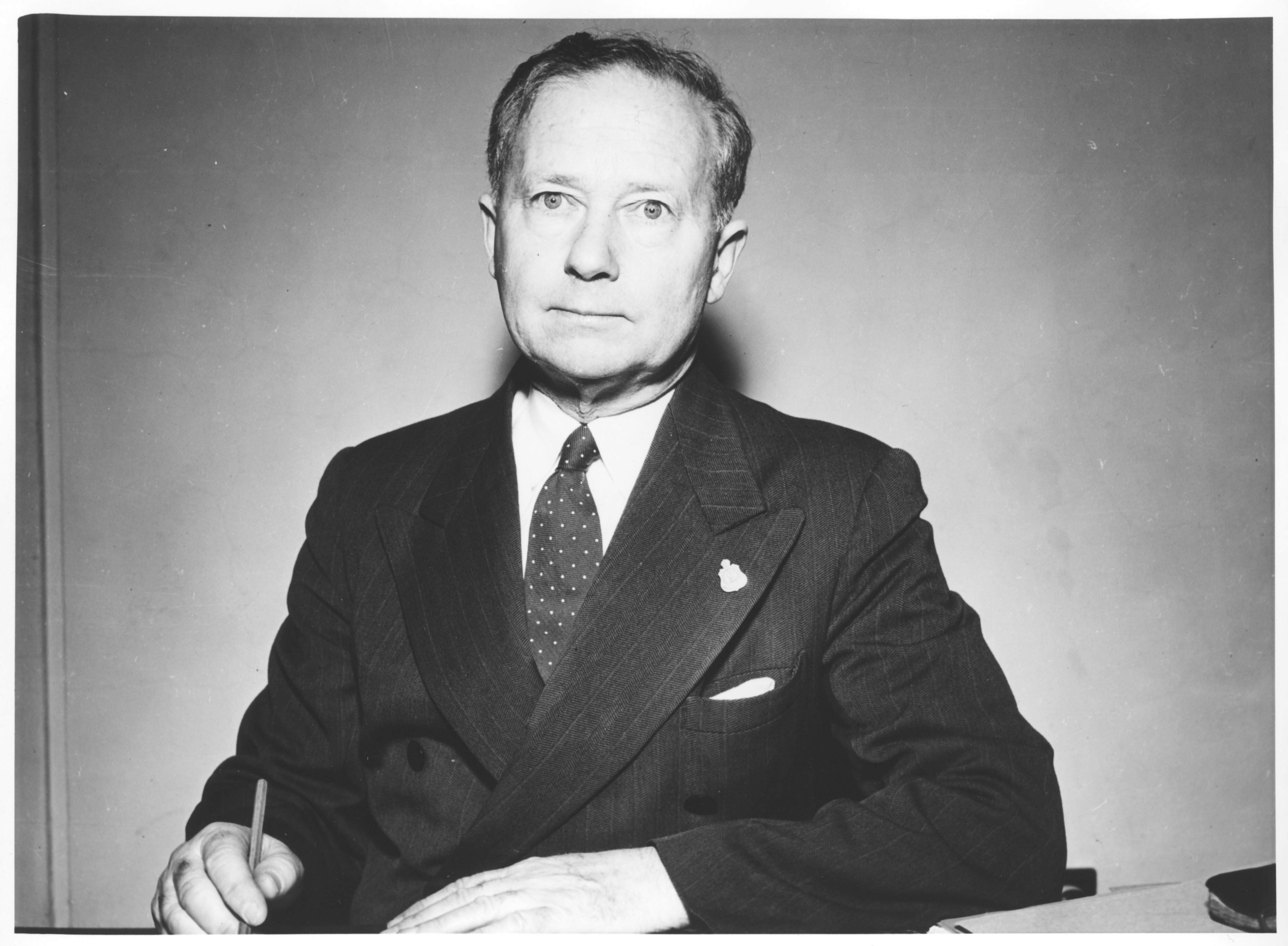
White em 1950

White garantiu a sua décima vitória eleitoral em Balaclava na eleição federal de abril de 1951, derrotando Arthur Lewis do Partido Trabalhista por 10 700 votos. No dia 21 de junho, ele renunciou ao parlamento para se tornar no Alto Comissário Australiano no Reino Unido, cargo que ocupou até 1956. Ele foi sucedido como membro da Balaclava pelo Liberal Percy Joske, como Ministro da Aeronáutica por Philip McBride e como Ministro da Aviação Civil por Hubert Anthony. White foi nomeado Cavaleiro Comandante da Ordem do Império Britânico em janeiro de 1952. Como Alto Comissário, ele defendeu a contínua migração britânica para a Austrália e participou na renovação do esquema de passagem assistida entre os dois países em 1954. Ele foi sucedido por Sir Eric Harrison. Depois de retornar à Austrália, White morou em Melbourne. Ele sofria de doença pulmonar obstrutiva crónica e, em 13 de outubro de 1957, morreu de ataque cardíaco na sua casa em South Yarra. Deixou a sua esposa e quatro filhas; foi-lhe concedido um funeral de Estado na Catedral de São Paulo, em Melbourne, e enterrado no cemitério de Point Lonsdale.
A TW White Society, fundada em 1982, patrocina um prémio anual para pneumologia concedido pela Thoracic Society of Queensland. As filhas de White doaram os seus documentos para a Biblioteca Nacional da Austrália em 1997 e 1998.